# Campero malagueño
Le campero malagueño ou campero est un sandwich typique de la ville andalouse de Malaga, en Espagne. Avec des origines remontant aux années 1950, c'est un plat qui est devenu populaire dans les années 1980 et qui consiste en un petit pain circulaire auquel sont ajoutés, de manière standard, du jambon, du fromage, de la laitue, de la tomate et de la mayonnaise. Le tout est ensuite chauffé sur un grill. Compte tenu de la taille de la pièce, le campero est généralement divisé en deux après la préparation.
Il existe des variantes du campero, consistant à ajouter d'autres compléments comme du blanc de poulet, du thon ou même de l'aïoli,,. La recette originale, qui comprenait également du ketchup et de la moutarde, est attribuée à Miguel Berrocal Márquez, un employé de la cafétéria Los Panini situé à Malaga, bien que de manière autoproclamée. Jusqu'à aujourd'hui, des doutes subsistent quant à son origine, tant en termes d'année que d'auteur. Depuis qu'il est devenu populaire, le campero est un dénominateur commun sur les menus de n'importe quel restaurant de hamburgers ou cafétéria de la Costa del Sol, demandé en raison de son prix abordable et de son goût.